# Escura australis
Escura australis is een insect uit de familie van de mierenleeuwen (Myrmeleontidae), die tot de orde netvleugeligen (Neuroptera) behoort. 
Escura australis is voor het eerst wetenschappelijk beschreven door Esben-Petersen in 1915.